# GAHAHA王国
『GAHAHA王国』（ガハハおうこく）は、一部テレビ朝日系列局で放送されていたテレビ朝日（ANB）制作のバラエティ番組。ANBでは1994年4月2日から1995年9月30日まで、毎週土曜 25:00 - 25:30＝日曜 1:00 - 1:30 （日本標準時）に放送。『GAHAHAキング』の後継番組である。

## 概要
放送時間が短縮された影響で、挑戦コーナー（この番組では「東京ギャグファイター」）への参加芸人が2組に変更された。賞金額は『GAHAHAキング 爆笑王決定戦』時代には100万円だったが、この番組では「金一封」に変えられた。
挑戦コーナー終了後は、3組のキングたちが個別にコーナーを受け持っていた。このうち、同じシチュエーションのフリで違うオチを見せて競う「オチオレ」のコーナーが人気を博した。
また、若手芸人同士がショートコントで対決し、負けるたびに芸人の専属のセクシーアイドルが野球拳方式で一枚ずつ脱いでいくというお色気コーナーもあった。

## 出演者
司会の田代ほか何人かは『GAHAHAキング』からの継続出演者である。

### 司会
- 田代まさし
- 久本雅美
- 大東めぐみ

### メイン出演者
- 爆笑問題 - 1995年3月に降板。
- フォークダンスDE成子坂
- ますだおかだ - 本番組で3代目グランドチャンピオンに輝いた。

### 主な若手挑戦者
- UN-JASH
- アンラッキー後藤
- UBU
- オアシズ
- 海砂利水魚
- GO!ヒロミ
- コムシコムサ
- ジョーダンズ
- 底ぬけAIR-LINE
- ダックスープ
- Take2
- ディスカス
- ネプチューン
- ノンキース
- X-GUN
- バナナマン
- ピーピングトム
- ぴんぽんず
- プリンプリン
- 松本ハウス
- MANZAI-C
- U-turn
- ルナティックシアター

## スタッフ
- 構成:下等ひろき、高橋洋二/出倉宏志/東京ギャグライダーズ
- SW:本郷勝則
- カメラ:古橋稔
- 音声:中村政夫
- VE:佐野雅彦
- 照明:今野恒俊
- PA:ロッコウプロモーション
- 広報:吉田香絵
- 演出:木村廣志、関英一、酒見幸浩
- プロデューサー:鈴木宏男、日野裕、木村廣志
- 制作:テレビ朝日、オフィス・トゥー・ワン

| テレビ朝日 土曜深夜1時枠 | テレビ朝日 土曜深夜1時枠                    | テレビ朝日 土曜深夜1時枠                                          |
| 前番組                   | 番組名                                      | 次番組                                                            |
| ------------------------ | ------------------------------------------- | ----------------------------------------------------------------- |
| 不明                     | GAHAHA王国 （1994年4月2日 - 1995年9月30日） | カーグラフィックTV ※24:40〜25:10 ↓ Jリーグ A GOGO!! ※25:10〜25:40 |